# St. Paul (condado de San Patricio)
St. Paul es un lugar designado por el censo ubicado en el condado de San Patricio en el estado estadounidense de Texas. En el Censo de 2010 tenía una población de 584 habitantes y una densidad poblacional de 67,98 personas por km².

## Geografía
St. Paul se encuentra ubicado en las coordenadas 28°5′27″N 97°33′48″O / 28.09083, -97.56333. Según la Oficina del Censo de los Estados Unidos, St. Paul tiene una superficie total de 8.59 km², de la cual 8.59 km² corresponden a tierra firme y (0%) 0 km² es agua.

## Demografía
Según el censo de 2010, había 584 personas residiendo en St. Paul. La densidad de población era de 67,98 hab./km². De los 584 habitantes, St. Paul estaba compuesto por el 80.14% blancos, el 0% eran afroamericanos, el 0% eran amerindios, el 0% eran asiáticos, el 0.34% eran isleños del Pacífico, el 16.44% eran de otras razas y el 3.08% pertenecían a dos o más razas. Del total de la población el 71.58% eran hispanos o latinos de cualquier raza.